# 木梨ミュージック コネクション
『木梨ミュージック コネクション』（きなしミュージック コネクション）は、とんねるずの木梨憲武ソロの2作目のEPである。2020年10月4日より配信。

## 収録
| #         | タイトル                                    | 作詞                           | 作曲                 | 時間  |
| --------- | ------------------------------------------- | ------------------------------ | -------------------- | ----- |
| 1.        | 「いま子供達に問う feat. ねお」             | 伊東宏晃、木梨憲武、わらべうた | 伊東宏晃、わらべうた | 4:39  |
| 2.        | 「サンシャイン ラブ 〜差し替え ザッキー〜」 | 瀧崎裕人                       | 瀧崎裕人             | 4:50  |
| 3.        | 「まにまに」                                | 森山直太朗                     | 森山直太朗           | 5:44  |
| 4.        | 「ホネまでヨロシク feat. DOBERMAN」         | 吉田田タカシ、木梨憲武         | シーサー             | 4:50  |
| 合計時間: | 合計時間:                                   | 合計時間:                      | 合計時間:            | 20:03 |

## テレビ歌唱
1. サンシャインラブ
差し替えザッキーとは、高音の一部分を楽曲提供者のザッキーが歌っているからである。
10月16日に放送されたテレビ朝日『ミュージックステーション』で披露された。
2. まにまに
日本テレビ系「バズリズム」にて楽曲提供者の森山直太朗と共に披露された。なお、その際が木梨とバカリズムのテレビ初共演であった。